# 三陸大気球観測所
三陸大気球観測所（さんりくたいききゅうかんそくじょ、Sanriku Balloon Center）はかつて岩手県大船渡市三陸町に存在した宇宙航空研究開発機構宇宙科学研究本部（ISAS）の施設。1971年から2007年まで科学観測用大気球を用いた科学観測および宇宙工学実験が行われていた。

## 概要
1965年、東京大学宇宙航空研究所（現ISAS）に気球工学部門が設置された。当初は茨城県大洋村（1966年度・1967年度）や福島県原町市（1968年度～）からの放球が実施されたが、気球専用の基地を岩手県三陸町に設置することとなり、1970年11月に起工式が行われ、翌1971年7月に三陸大気球観測所が開所された。観測所の設計等は、東京大学生産技術研究所の村井俊治が携わった。
三陸大気球観測所は飛揚場、指令管制棟、受信棟、気球組立棟、大窪山観測棟などから構成されており、気球を放球する飛揚場の広さは、長さ約150m、幅約30mである。飛揚場の一角にある指令管制棟および気球組立棟では放球準備、観測機の調整、放球に必要な指令を行う。受信棟および飛揚場から西南約4kmの山頂にある大窪山観測棟では飛翔中の気球からの電波を受信する。また、逆にここから気球に指令電波を送って観測機を操作、あるいは気球のコントロールも行うことができる。観測所での受信範囲に限りがあったため、1987年に大窪山に新たに施設を建設した経緯がある。1998年には飛揚場が拡張され、長さ約170mとなった。
開設から2007年までに413機の大気球が放球された。しかし、観測機器の大型化・重量化が進み、飛翔高度の高高度化を望む声もあり気球の大型化が進む中で、諸外国の施設に比べて充分な広さとは言えず飛ばせる気球の大きさに制約があった。また、気球が海上に出るまでの経路には民家や国道、鉄道が存在し、大型の気球を運用するにあたっての安全確保に課題があり、観測機重量の上限を原則として500kgとする自主規制を行っていた。また施設の建設当時より安定した偏西風が北上してしまい、長時間の気球飛翔に不可欠な安定したジェット気流が得られにくくなったことも問題となっていた。このような経緯により三陸大気球観測所は2007年9月13日の放球をもって閉所となり、大気球観測所は北海道大樹町にある大樹町多目的航空公園に移転した。同年9月29日に閉所式が行われ、設備の移転作業等を経て翌2008年2月末をもって完全に閉鎖された。

## 閉所後
閉所後の施設跡地は、敷地の一部舗装路面を除いて取り壊したうえで、2008年10月までに岩手県と大船渡市に返還されている。
飛揚場等の跡地は2024年現在、地元漁業協同組合の漁業用作業保管施設の敷地となっている。大窪山観測棟跡地は、地元から大船渡市に対し展望台の整備等の意見が挙がったが、老朽化した建物の改修やアクセス道路の維持管理に多額の費用が掛かるため、活用を断念している。
また2009年2月には、三陸鉄道リアス線吉浜駅の駅舎内に記念レリーフと気球モデルが設置された。

## ギャラリー

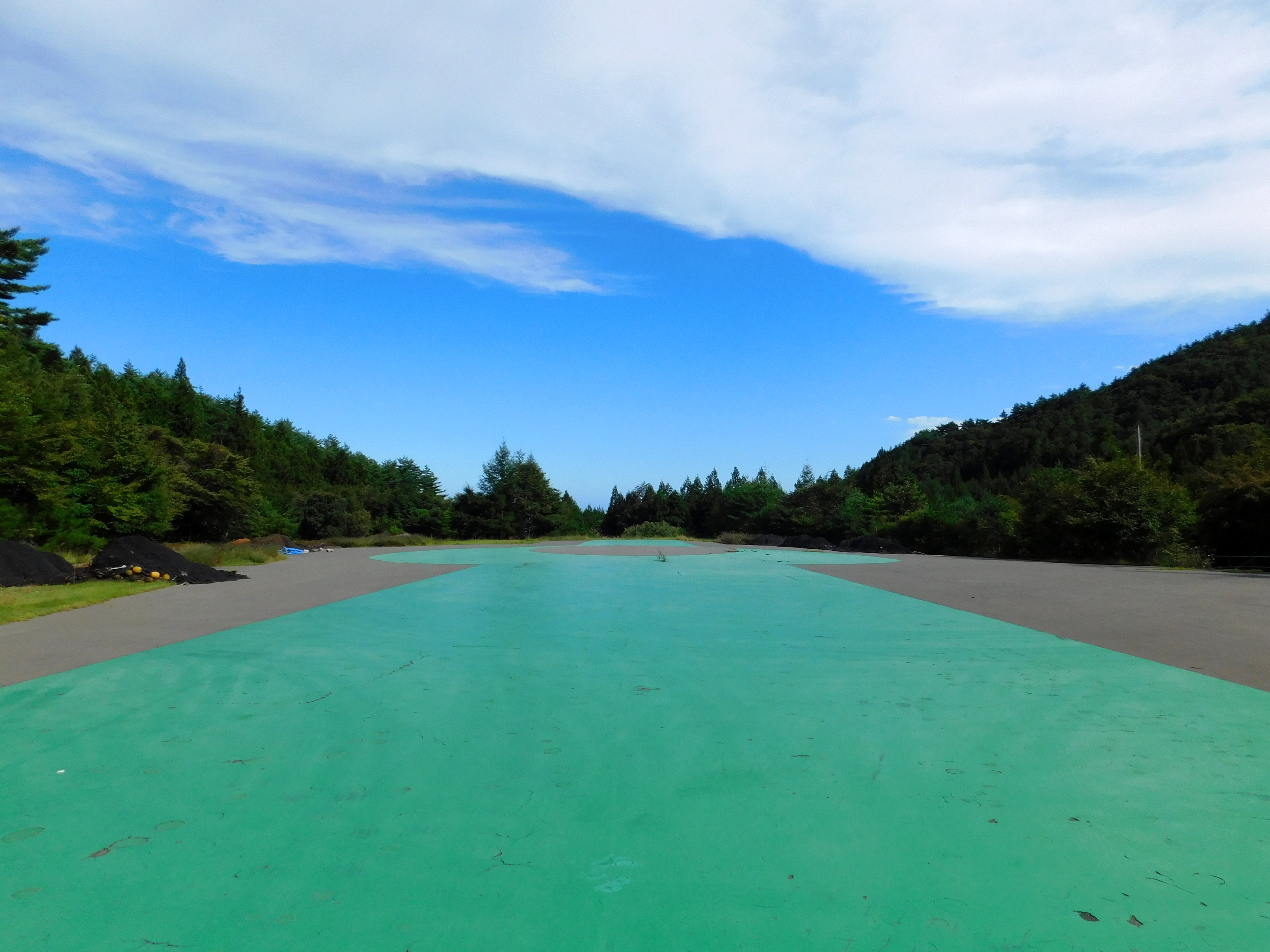
飛揚場跡地（閉所後の2024年9月撮影）
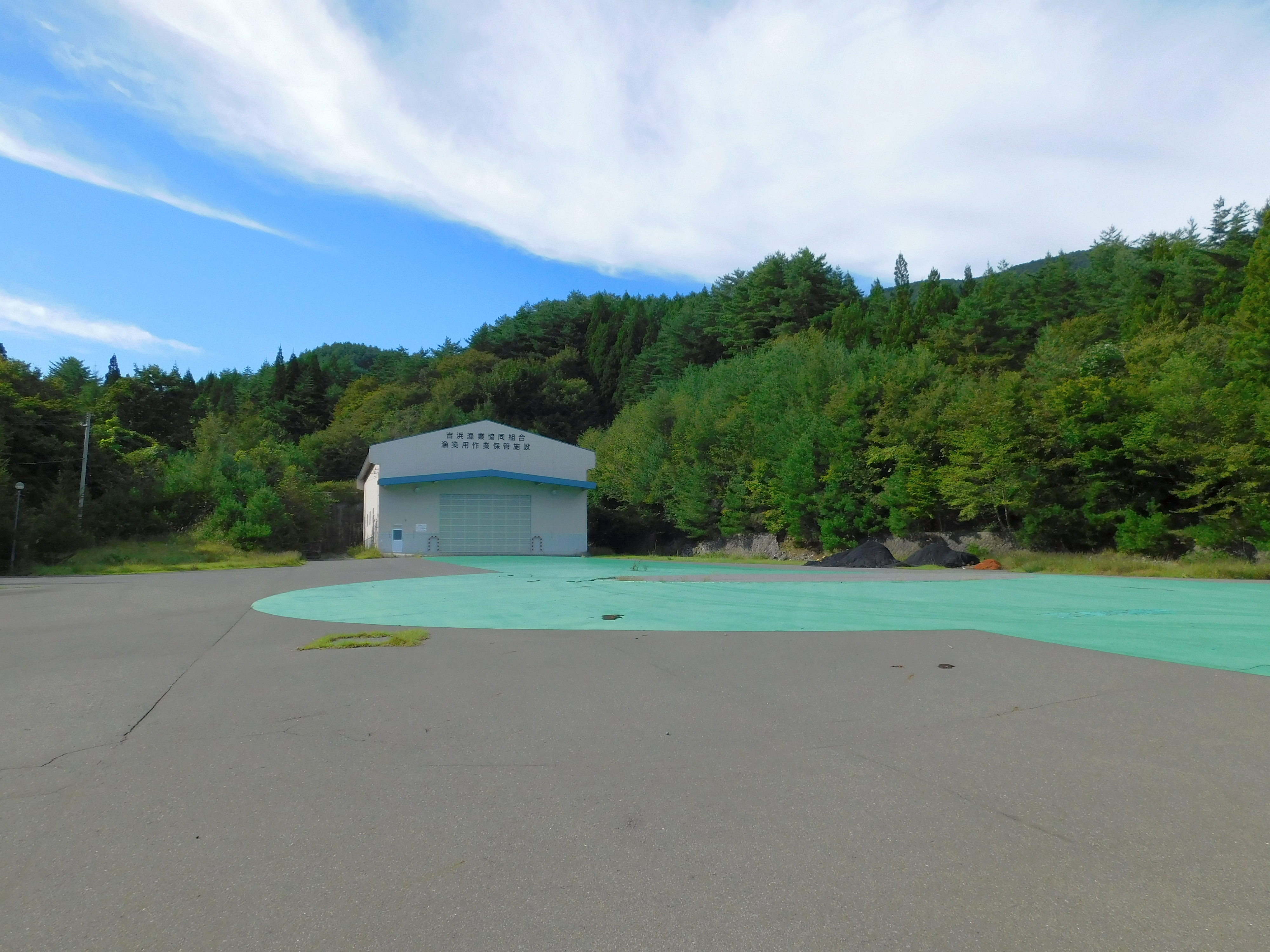
指令管制棟等のあった場所には漁協の施設が建てられている（閉所後の2024年9月撮影）
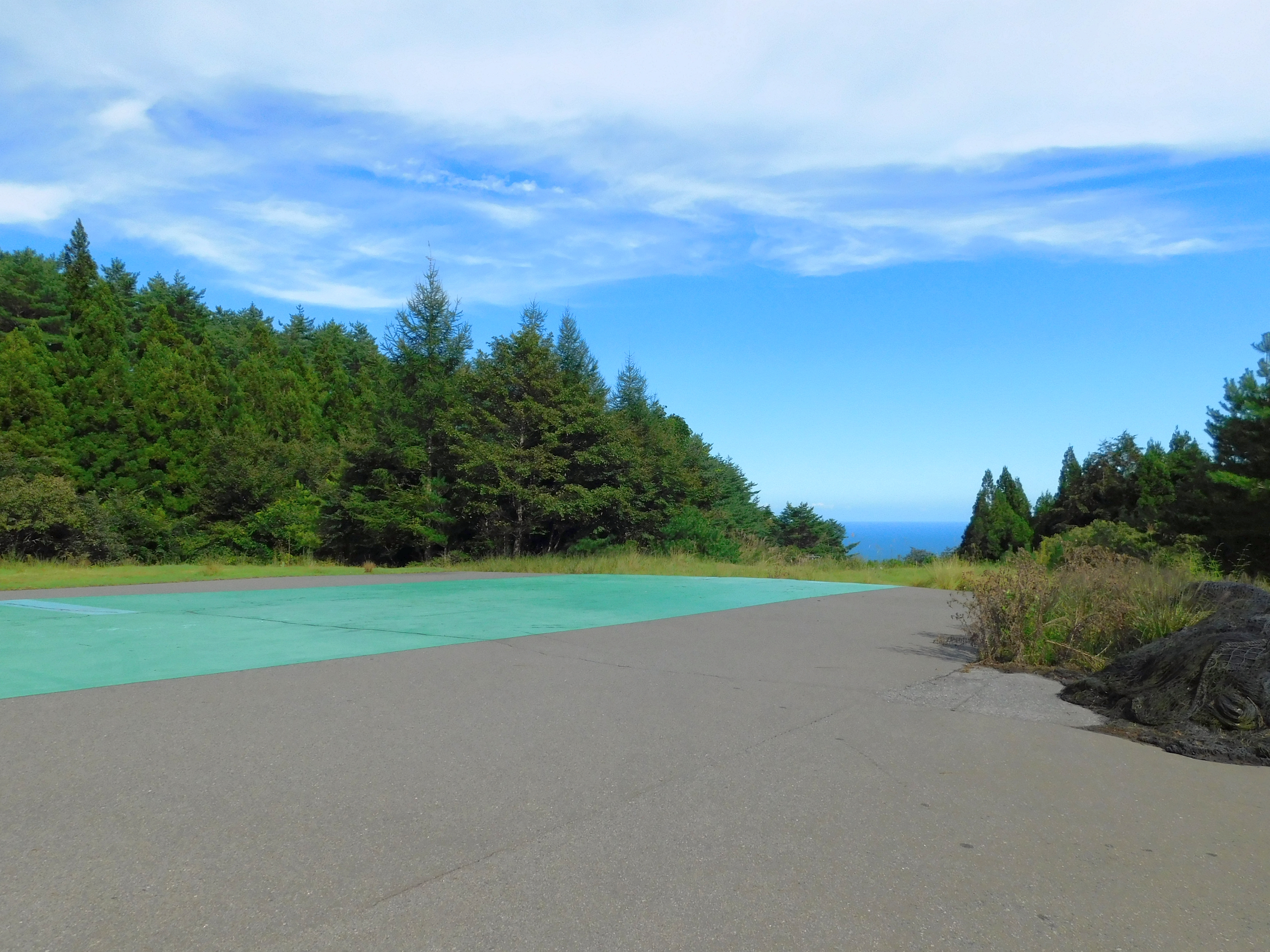
飛揚場から吉浜湾を望む（閉所後の2024年9月撮影）
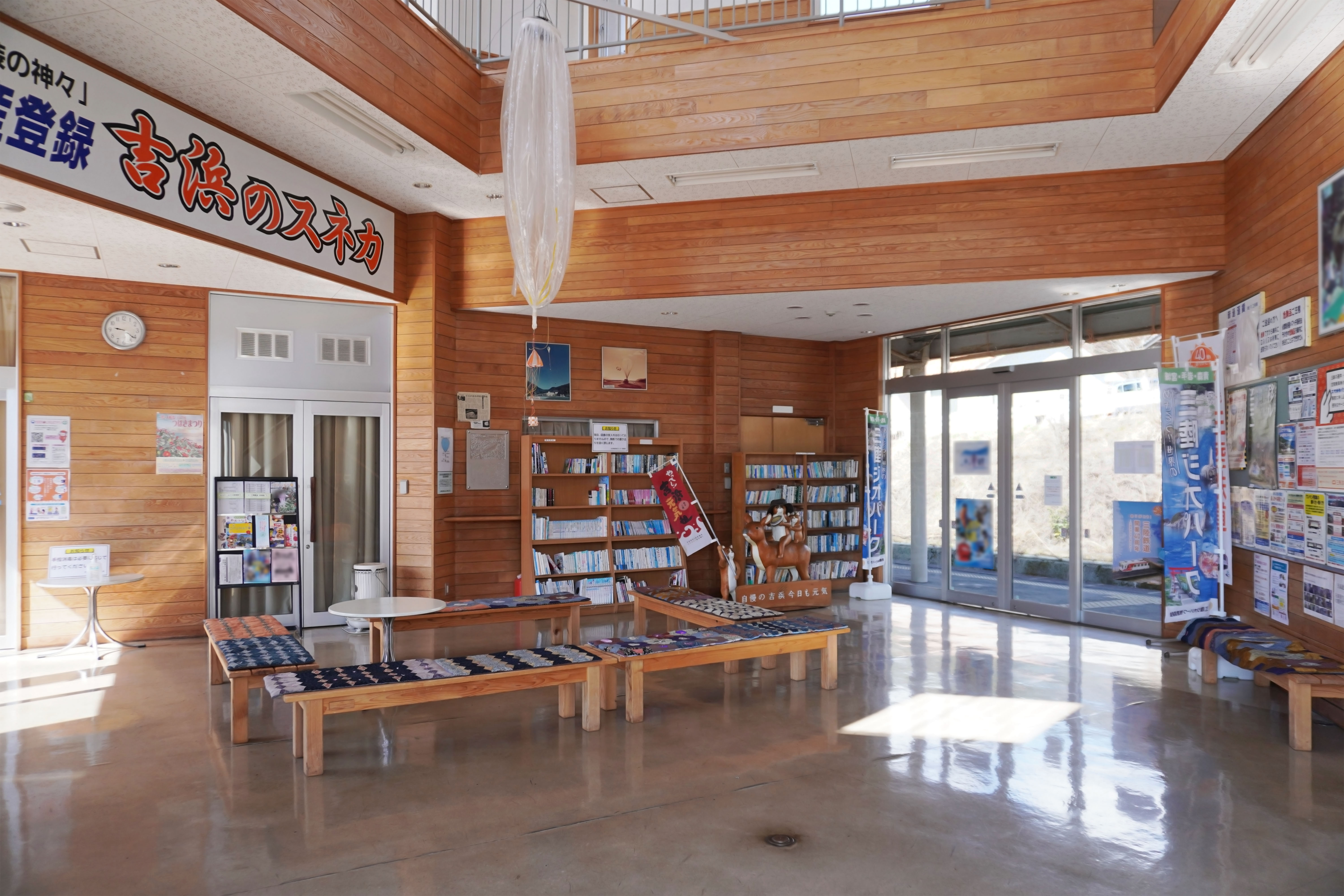
記念レリーフと気球モデルが設置された吉浜駅待合室（気球は萎んでいる）